# خطوط تعبئة الزجاجات

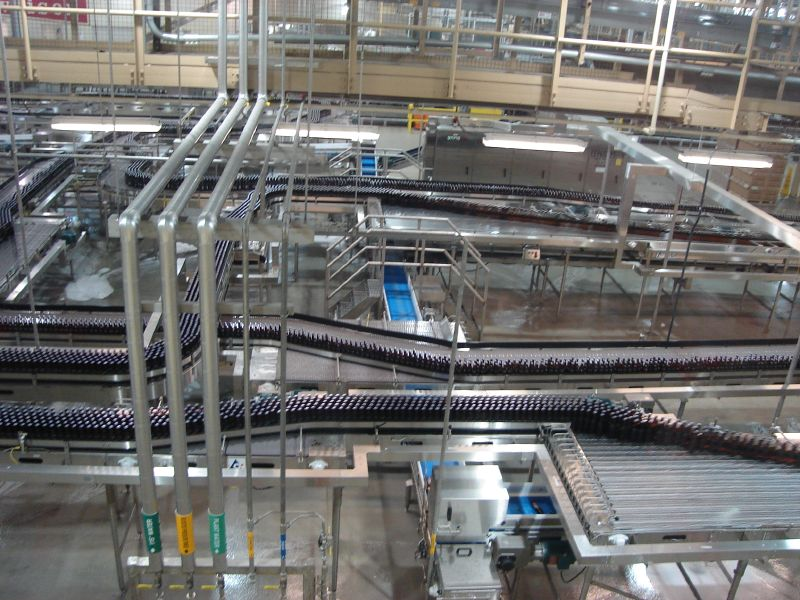
خط تعبئة زجاجات جعة حديث

هي خطوط الإنتاج التي تملأ منتجًا، وهو سائل يوضع في زجاجات والعديد من الأطعمة المحضرة يتم تعبئتها أيضًا، مثل الصلصات والشراب والمخللات والزيوت والخل.

## عملية تعبئة البيرة
عادة ما تتضمن عملية التعبئة في زجاجات سحب المنتج من خزان مملوء وتعبئته في زجاجات في آلات التعبئة، ثم يتم تغطيتها ووضعها في صناديق أو علب. وترسل العديد من مصانع الجعة الصغيرة جعتها إلى مصانع كبيرة للتعبئة، وتقريبا جميع زجاجات الجعة مصنوعة من الزجاج.
الخطوة الأولى في تعبئة الجعة هي التخلص من النفايات، حيث تتم إزالة الزجاجات الفارغة من عبوات البليت الأصلية التي يتم تسليمها من الشركة المصنعة، بحيث يمكن التعامل مع الزجاجات الفردية. ويمكن بعد ذلك شطف الزجاجات بالماء المصفى أو الهواء، وقد يتم حقن ثاني أكسيد الكربون بها لتقليل مستوى الأكسجين داخل الزجاجة. ثم تُملأ الزجاجة بالجعة عن طريق آلات التعبئة، ويمكن أيضًا وضع كمية صغيرة من الغاز الخامل (عادةً ثاني أكسيد الكربون أو النيتروجين) فوق الجعة لتفريق الأكسجين، حيث يمكن للأكسجين أن يدمر جودة المنتج عبر الأكسدة. وفي النهاية، تمر الزجاجات عبر آلة الكبس، الذي يطبق الغطاء على الزجاجة، ثم تُختم الزجاجة ويتم وضع عدد من الزجاجات مع الفلين داخل قفص.
بعد ذلك يتم تطبيق الملصقات على الزجاجة عن طريق آلة اللصق. ولضمان إمكانية تتبع المنتج، يُلصق تاريخ ووقت التعبئة على الزجاجة. ثم يتم تعبئة المنتج في صناديق وتخزينه ليصبح عندها جاهز للبيع.
اعتمادًا على توحيد الكمية في الزجاجات، هناك أنواع مختلفة من ماكينات التعبئة والتغليف المتاحة، فهناك آلات تعبئة السوائل لمستويات والتي تقوم بملء القنينات بحيث تملأ إلى نفس الخط في كل زجاجة، بينما تملئ آلات التعبئة الحجمية كل زجاجة بنفس الكمية من السائل. وتعتبر آلات التعبئة بالضغط الزائد الأكثر شهرة مع صناع المشروبات، في حين أن آلات التعبئة بالجاذبية هي الأقل تكلفة. بينما تعتبر آلات الملء المباشر هي الأكثر شيوعًا ضمن الآلات المميكنة، ولكن الماكينات الدوارة تكون أسرع كثيرًا وإن كانت أكثر تكلفة بكثير.

## عملية تعبئة النبيذ
إن عملية تعبئة النبيذ تشبه إلى حد كبير عملية تعبئة البيرة، إلا أن قارورات النبيذ تختلف في الأحجام والأشكال. وغالبًا، يتم استخدام الفلين لإحكام إغلاق زجاجات النبيذ. فبعد التعبئة، تنتقل الزجاجة إلى آلة الفلين حيث يتم ضغط الفلين ودفعه إلى عنق الزجاجة. وفي هذه الأثناء، يقوم العامل بإفراغ الهواء من الزجاجة لتشكيل فراغ من الضغط السلبي. فهذا يزيل أي أكسجين من عنق الزجاجة، وهو أمر هام لأن الأكسجين الكامن يمكن أن يدمر جودة المنتج عن طريق الأكسدة. كما سيعالج فراغ الضغط السلبي الضغط الناتج عن التمدد الحراري للنبيذ، مما يمنع الفلين من الضغط من الزجاجة.
وتشتمل بعض خطوط التعبئة على جهاز كشف ارتفاع السوائل الذي يرفض الزجاجات الناقصة أو المملوءة أكثر من اللازمز وكذلك كاشف المعادن. ثم بعد الملئ ووضع الفلين، يتم تغليف عنق الزجاجة بطبقة من البلاستيك أو القصدير، ثم بعد ذلك تدخل الزجاجة في مكان وضع الملصقات على زجاجات النبيذ. إلى أن يتم تعبئة المنتج في صناديق ومخازن جاهزة للبيع.